# Берлин, Джинни
Джи́нни Берлин (англ. Jeannie Berlin), урождённая — Джинни Бретт Мэй (тур. Jeannie Brette May; род. 1 ноября 1949, Лос-Анджелес, Калифорния) — американская актриса

 театра, кино и телевидения, кинорежиссёр

 и сценарист. Номинантка на премии «Золотой глобус» и «Оскар» (1973) в категории «Лучшая женская роль второго плана» за роль Лайлы Колодны в фильме «Разбивающий сердца» (1972).

## Биография
Джинни Бретт Мэй родилась 1 ноября 1949 года в Лос-Анджелесе (штат Калифорния, США) в семье изобретателя Марвина Мэя и актрисы, комедиантки, драматурга, сценариста и режиссёра Элейн Мэй (род. 1932). В качестве сценического псевдонима она решила использовать девичью фамилию матери — Берлин.
Берлин дебютировала в кино в 1969 году, сыграв роль Хезер в телефильме «Только по имени». Затем она выступала на Йью-Йоркской сцене и снялась в ряде фильмов, среди которых «Напрямик» (1970), «Земляничное заявление» (1970), «Переезд» (1970), «Производительница детей» (1970), «Жалоба Портного» (1971) и «Боун» (1972).
В 1972 году Берлин сыграла роль Лайлы Колодны в романтической чёрной комедии «Разбивающий сердца», за которую получила премии Национального общества кинокритиков США и New York Film Critics Circle, а также была номинирована на премии «Золотой глобус» и «Оскар» в категории «Лучшая актриса второго плана».
В 1975 году Берлин сыграла роль Шилы Левин в романтической комедии «Шила Левин умерла и живёт в Нью-Йорке». В следующем году она сыграла роль Джени Брандт в эпизоде «Old Fashioned Murder» детективного драматического сериала «Коломбо». После этих ролей она не снималась в кино или на телевидении до 1990 года, вернувшись с ролью Кристал в комедийной драме «Сильные духом», в которой также выступила соавтором сценария.
В 1990-е годы Берлин появилась в ряде внебродвейских постановок. В 2005 году она дебютировала на Бродвее в пьесе «После ночи и музыки». В 2012 году она появилась в пьесе «Остальные города пустыни» на форуме Марка Тейпера в Лос-Анджелесе. После более чем десятилетнего отсутствия на телеэкранах, она сыграла роль Эмили Смит в психологической драме «Маргарет» (2011), за которую получила положительные отзывы кинокритиков и была номинирована на премии Национального общества кинокритиков США и Общества кинокритиков Бостона в категории «Лучшую женская роль второго плана». Позже она появилась в криминальном фильме «Врождённый порок» (2014) и романтической комедийной драме «Светская жизнь» (2016).
В 2016 году Берлин получила положительные отзывы критиков за роль окружного прокурора Хелен Вайс в мини-сериале HBO «Однажды ночью». В 2018 году она сыграла роль президента США Сесили Бёрк в драматическом сериале Hulu «Первые», а в следующем году получила роль Сид Пич, главы телеканала Роев в стиле Fox News, в драматическом сериале HBO «Наследники», в котором снималась до 2023 года.

## Фильмография

### Актриса
| Год       |    | Русское название                      | Оригинальное название                        | Роль                         |
| --------- | -- | ------------------------------------- | -------------------------------------------- | ---------------------------- |
| 1969      | тф | Только по имени                       | In Name Only                                 | Хезер                        |
| 1970      | ф  | Напрямик                              | Getting Straight                             | Джуди Крамер                 |
| 1970      | ф  | Земляничное заявление                 | The Strawberry Statement                     | девушка с пюпитром           |
| 1970      | ф  | В ясный день увидишь вечность         | On a Clear Day You Can See Forever           | девушка в приюте             |
| 1970      | ф  | Переезд                               | Move                                         | Мирна                        |
| 1970      | ф  | Производительница детей               | The Baby Maker                               | Шарлотта                     |
| 1971      | тф | Двое на пляже                         | Two on a Bench                               | Харриет                      |
| 1972      | ф  | Жалоба Портного                       | Portnoy's Complaint                          | Бабблс Джирарди              |
| 1972      | ф  | Боун                                  | Bone                                         | девушка                      |
| 1972      | ф  | Дети спрашивают, почему               | I figli chiedono perché                      |                              |
| 1972      | ф  | Разбивающий сердца                    | The Heartbreak Kid                           | Лайла Колодны                |
| 1973      | ф  | Почему?                               | Why?                                         | наркоманка                   |
| 1975      | ф  | Шила Левин умерла и живёт в Нью-Йорке | Sheila Levine Is Dead and Living in New York | Шила Левин                   |
| 1976      | с  | Коломбо                               | Columbo                                      | Джени Брандт                 |
| 1990      | ф  | Сильные духом                         | In the Spirit                                | Кристал                      |
| 2003      | с  | Сваха                                 | Miss Match                                   | Риза Барбеко                 |
| 2011      | ф  | Маргарет                              | Margaret                                     | Эмили Смит                   |
| 2013      | ф  | Виджай и я                            | Vijay and I                                  | миссис Короковски            |
| 2014      | ф  | Врождённый порок                      | Inherent Vice                                | тётя Рит                     |
| 2016      | ф  | Светская жизнь                        | Café Society                                 | Роуз Дорфман                 |
| 2016      | с  | Однажды ночью                         | The Night Of                                 | окружной прокурор Хелен Вайс |
| 2018      | с  | Первые                                | The First                                    | президент США Сесили Бёрк    |
| 2019      | с  | С прицепом                            | SMILF                                        | Лилиан Уитон                 |
| 2019—2023 | с  | Наследники                            | Succession                                   | Сид Пич                      |
| 2020      | ф  | Любовь по ту сторону                  | Faraway Eyes                                 | Голди                        |
| 2020—2023 | с  | Охотники                              | Hunters                                      | Рут Хайдельбаум              |
| 2022      | ф  | Фабельманы                            | The Fabelmans                                | Хаддаш Фабельман             |
| 2023      | ф  | Ты ранил мои чувства                  | You Hurt My Feelings                         | Джорджия                     |
| 2023      | ф  | Я буду именно там                     | I'll Be Right There                          | Грейс                        |

### Кинопроизводство
| Год  | Название                      | Оригинальное название     | Примечание             |
| ---- | ----------------------------- | ------------------------- | ---------------------- |
| 1984 | Поездка в Голливуд: 30-е годы | Going Hollywood: The '30s | креативный консультант |
| 1990 | Сильные духом                 | In the Spirit             | сценарист              |
| 2018 | Хам                           | The Boor                  | режиссёр, сценарист    |

## Награды и номинации
| Год  | Премия                                 | Категория                                     | Работа             | Результат |
| ---- | -------------------------------------- | --------------------------------------------- | ------------------ | --------- |
| 1972 | New York Film Critics Circle           | Лучшая актриса второго плана                  | Разбивающий сердца | Победа    |
| 1973 | Национальное общество кинокритиков США | Лучшая актриса второго плана                  | Разбивающий сердца | Победа    |
| 1973 | Золотой глобус                         | Лучшая женскую роль второго плана — кинофильм | Разбивающий сердца | Номинация |
| 1973 | Оскар                                  | Лучшая женская роль второго плана             | Разбивающий сердца | Номинация |
| 1974 | Премия Photoplay                       | Новая женщина-звезда                          |                    | Номинация |
| 2011 | Опрос о фильмах Village Voice          | Лучшая женская роль второго плана             | Маргарет           | Победа    |
| 2011 | Общество кинокритиков Бостона          | Лучшая женская роль второго плана             | Маргарет           | Номинация |
| 2011 | Опрос критиков IndieWire               | Лучшая роль второго плана                     | Маргарет           | 3-е место |
| 2012 | Национальное общество кинокритиков США | Лучшая женская роль второго плана             | Маргарет           | 2-е место |
| 2023 | Премия Гильдии киноактёров США         | Лучший актёрский состав в игровом кино        | Фабельманы         | Номинация |
| 2023 | Международная премия онлайн-кино       | Лучший актёрский ансамбль                     | Фабельманы         | Номинация |
| 2023 | Премия «Gold Derby»                    | Актёрский ансамбль                            | Фабельманы         | Номинация |